# 唐云来
唐云来（1944年—），字浚泉，一字云莱，男，天津人，中国书法家，一级美术师，曾任天津市书法家协会主席，中国书法家协会理事。